# Some Kind of Nothingness
Some Kind of Nothingness è un singolo del gruppo musicale gallese Manic Street Preachers, pubblicato nel 2010 ed estratto dal loro decimo album in studio Postcards from a Young Man. La canzone vede la partecipazione del cantante Ian McCulloch, noto come membro del gruppo Echo & the Bunnymen.

## Tracce

### CD 1
1. Some Kind of Nothingness – 3:49
2. Broken Up Again – 3:27
3. Red Rubber – 2:57
4. Evidence Against Myself – 3:00

### CD 2
1. Some Kind of Nothingness – 3:49
2. Slow Reflections/Strange Delays – 2:44 (Manics website exclusive format)

### 7"
1. Some Kind of Nothingness
2. Time Ain't Nothing

### Download digitale
1. Some Kind of Nothingness (BBC Live Version) – 3:43
2. Some Kind of Nothingness – 3:49
3. Masses Against the Classes (Live from Newport Centre) – 3:29
4. Sleepflower (Live from Manchester Apollo) – 4:59
5. Yes (Live from Manchester Apollo) – 4:45